# Jadwiga Korczakowska

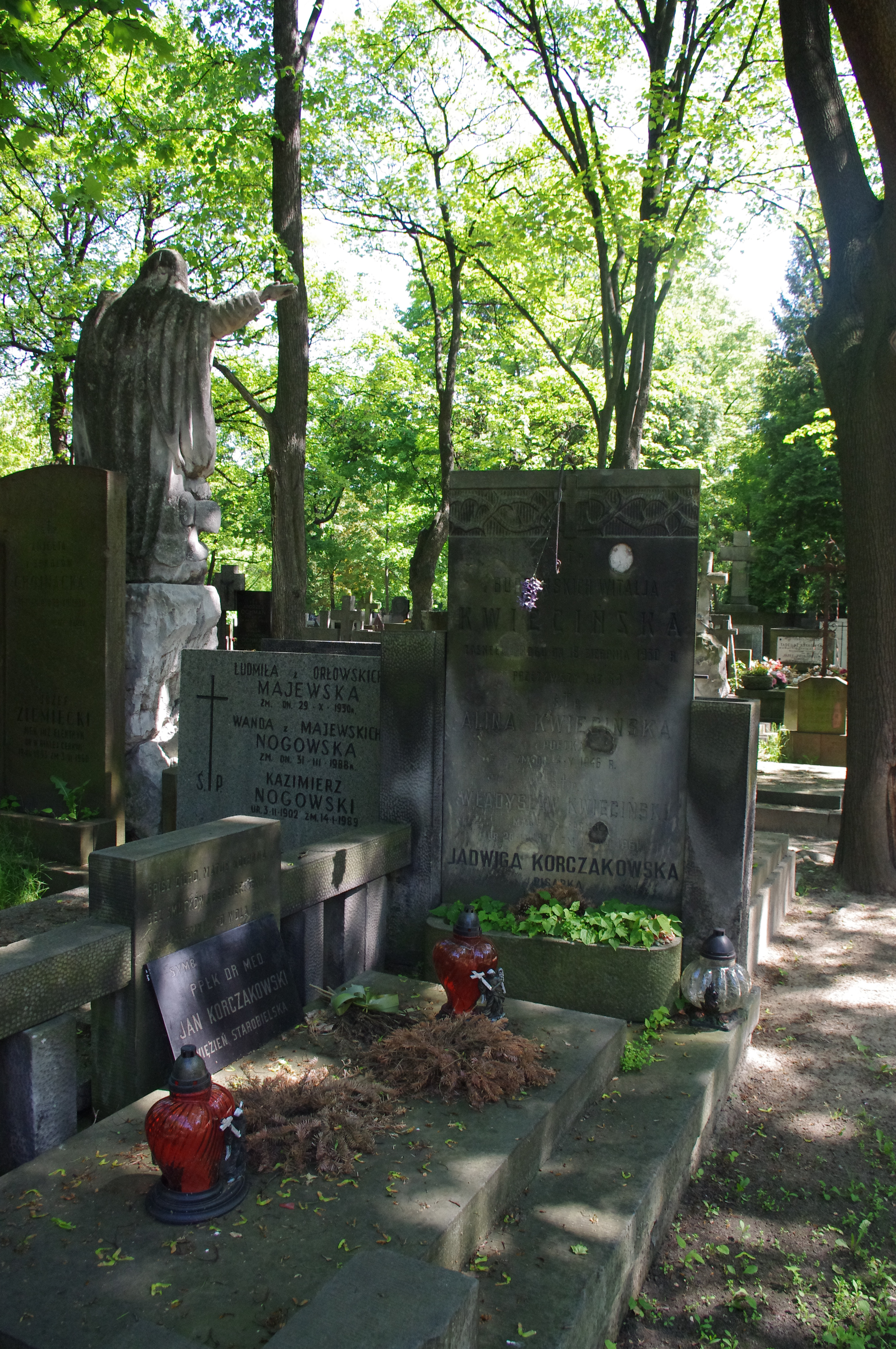
Grób Jadwigi Korczakowskiej i jej siostry – poetki Aliny Kwiecińskiej, na cmentarzu Powązkowskim w Warszawie

Jadwiga Korczakowska z d. Kwiecińska (ur. 6 lutego 1906 w Słupi Nowej, zm. 18 grudnia 1994 w Otwocku) – polska pisarka, poetka, autorka wierszy, opowiadań i książek dla dzieci.

## Życiorys
Ukończyła wyższą szkołę dramatyczną, studiowała w Szkole im. Gersona. Debiutowała jako pisarka na łamach tygodnika „Kobieta w Świecie” w 1926. W 1932 opublikowała swój pierwszy utwór Jędrusiowe bajki. W latach 1934–1939 mieszkała w Toruniu, gdzie była współredaktorką miesięcznika „Teka Pomorska”. Od 1939 mieszkała w Warszawie. W 1977 otrzymała Nagrodę Prezesa Rady Ministrów.
Wydała blisko 50 pozycji książkowych (w tym zbiory opowiadań, wiersze). Była także autorką utworów scenicznych, scenariuszy i słuchowisk. Powieść dla dzieci Przygody Joanny doczekała się w 1994 ekranizacji.
Została pochowana na cmentarzu Powązkowskim w Warszawie (kwatera 154-4-30).

## Małżeństwo i rodzina
Była zamężna. Jej mężem był Jan Korczakowski, lekarz wojskowy, oficer, który zaginął w czasie II wojny światowej. Miała syna – Jacka i wnuczkę – Natalię. Jej siostrą była poetka Alina Kwiecińska.

## Wybrane dzieła
- Trzy Miki z Ameryki (1934)
- Chiński dwór (1936)
- Krokusy (1936; wiersze)
- Dzieci podwórka (1939)
- Kraina wszelkich możliwości (1946)
- Pałac pod gruszą (1948)
- Dwie Marysie (1951; baśń sceniczna)
- Mateuszek (1952; scenariusz do filmu animowanego)
- Bułeczka (1957)
- Spotkanie nad morzem (1962)
- Żuczek i Marsjanie (1964)
- Otwarte drzwi (1967)
- Przygody Joanny (1967)
- Mały (1968)
- Filipek (1977)
- Zabawa w chowanego (1978)
- Czaruszkowo (1980)
- Wakacje w Borkach (1980)
- Smyk (1981)